# Club Kids
«Club Kids» ( (англ.) «Клубные детки») — молодёжная субкультура, существовавшая в 1980-1990-х годах. Представляли собой группу молодых людей, бывших завсегдатаями нью-йоркских танцевальных клубов, популяризированную в конце 1980-х — начале 1990-х годов Майклом Элигом, Джеймсом Сент-Джеймсом, Джули Джуэлс, Астро Эрлом, Майклом Тронном, DJ Keoki и Эрни Глэмом. В течение 1990-х годов в составе группы получили известность такие деятели массового искусства, как Аманда Лепор, Уолт Кэссиди («Waltpaper»), Кристофер Комп (англ. Christopher Comp), дуэт «It Twins», Дженни «Дженниталия» Демброу (англ. Jennytalia (Jenny Dembrow)), Дези Сантьяго («Дези Монстр»), Кеда (англ. Keda), Кабуки Старшайн (англ. Kabuki Starshine) и Ричи Рич. Группа отличалась ярким поведением своих участников и скандальными костюмами. Многие из них получили имена и образы от Элига. В 1988 году писатель Майкл Мусто написал о «культе сумасшедшей моды и раздражительности группы Club Kids»:

Они… крайне поверхностны, имеют сомнительную эстетическую ценность и являются искусными манипуляторами, эксплуататорами и, слава богу, тусовщиками.
Оригинальный текст (англ.)They <…> are terminally superficial, have dubious aesthetic values, and are master manipulators, exploiters, and, thank God, partiers.

Группа также была признана артистичной и модной молодежной культурой. В то время они были решающей силой в андеграундной клубной культуре Нью-Йорка. Некоторые участники группы Club Kids внесли долгосрочный вклад в массовое искусство и моду. Согласно бывшему участнику группы Уолту «Waltpaper» Кэссиди,

Ночной клуб для меня был наподобие лаборатории, местом, где тебя поощряли и вознаграждали за эксперименты.
Оригинальный текст (англ.)The nightclub for me was like a laboratory, a place where you were encouraged and rewarded for experimentation.

Однако Элиг страдал от тяжелой зависимости от употребления наркотиков. Он начал вводить торговцев наркотиками в состав Club Kids и платежную ведомость Питера Гатьена, и всё большее число участников движения пристрастились к наркотикам — в частности, к экстази, кетамину, и героину.
Движение начало приходить в упадок, когда Руди Джулиани занял пост мэра Нью-Йорка в 1994 году, нацелившись на индустрию ночной жизни города своей кампанией «Качество жизни». В конце концов группа распалась после того, как Элиг был арестован за убийство и расчленение своего соседа по комнате и товарища по клубу Андре «Ангела» Мелендеса, а Питер Гатьен был обвинён в уклонении от уплаты налогов и депортирован в Канаду.

## Участники группы
Костяк группы, в которую, по оценке Алига, входило до «750 человек в начале 90-х на разных уровнях», составляли Майкл Элиг; Джули Джуэлс и Майкл Тронн (среди прочих), которые помогли организовать первые «Вечеринки вне закона» (англ. Outlaw Parties); а также на тот момент друг и наставник (а позднее — соперник) Джеймс Сент-Джеймс (урождённый Джеймс Кларк). Наиболее известными из рядовых участников коллектива были:
DJ Кеоки/DJ Keoki (бывший бойфренд Элига), «Ангел» Мелендес/Angel Melendes (Наркодилер Элига, которого он убил), Ру Пол, Аманда Лепор, София Ламар, Роберт «Фриз» Риггс (Фриз — подвиснувший), Лиза Эдельштейн, Астра Эрли (Утренняя звезда), Кеда, Сэкред (Святоша), Дженни Талиа, Кабуки, Лахома, DESI Monster, Ричи Рич, Уолт Пэйперс, Кристофер Комп, Спайгерл и Гисти (Синтия Хаадж).

### Известные летописцы культуры
- Уолт «Waltpaper» Кэссиди — участник субкультурной группы и автор книги «New York: Club Kids by Waltpaper»[8]
- Майкл Мусто — колумнист издания «Village Voice», участник вечеринок, устраиваемых группой Club Kids
- Джеймс Сент-Джеймс — автор книги «Кровавая дискобаня: Сказочная, но Правдивая история об убийстве в Клубной Стране» (англ. Disco Bloodbath: A Fabulous but True Tale of Murder in Clubland), написанной в 1999 книги воспоминаний о жизни Джеймса в качестве завсегдатая манхэттенских клубов, и об убийстве Майклом Элигом Андре «Ангела» Мелендеса. Книга была перевыпущена под новым названием «Party Monster» после выхода в 2003 году одноимённого фильма с участием Маколея Калкина, Сета Грина, Хлои Севиньи и Мэрилина Мэнсона.

## История группы

### Ранний период
В 1984 году Элиг переехал из своего родного города Саут-Бенд, штат Индиана, в Нью-Йорк и начал проводить небольшие мероприятия. В 1987 году он занял место Энди Уорхола в качестве ведущего нью-йоркского тусовщика; в статье в журнале «Интервью» Элиг сказал:

Мы все собирались стать суперзвездами Уорхола и переехать на «Фабрику». Самое смешное, что у всех была одна и та же идея: не наряжаться, а высмеивать тех, кто наряжается. Мы изменили наши имена, как и они, и наряжались в возмутительно сумасшедшие наряды, чтобы быть сатирой на них, — только в итоге мы стали тем, что высмеивали.
Оригинальный текст (англ.)We were all going to become Warhol Superstars and move into The Factory. The funny thing was that everybody had the same idea: not to dress up but to make fun of people who dressed up. We changed our names like they did, and we dressed up in outrageously crazy outfits in order to be a satire of them—only we ended up becoming what we were satirizing.
— 
Эстетика Club Kids подчёркивала неистовость, «невероятность» и секс. Социальный пол (гендер) был переменчивым, а всё (костюмы и аксессуары) было самодельным. По словам Мусто:

Это было заявление об индивидуальности и сексуальности, охватывающее всю гамму, и это была форма доступа к внутренней сказочности внутри себя и ее проявления.
Оригинальный текст (англ.)It was a statement of individuality and sexuality which ran the gamut, and it was a form of tapping into an inner fabulousness within themselves and bringing it out.— 

### Ночная жизнь и развитие субкультуры
По мере того как росли влияние группы и слава Элига, мероприятия Club Kids распространились из подсобных помещений менее известных клубов на такие площадки, как Area, Danceteria Рудольфа Пайпера и «Palladium». Оттуда Элиг и его банда продолжали управлять сетью клубов Питера Гатьена, включая Club USA, Palladium, Tunnel и The Limelight. Чтобы привлечь толпу в эти места и добавить разнообразия ночной жизни, Элиг и Club Kids начали проводить «вечеринки вне закона» в партизанском стиле, на которых, полностью одетые и готовые к вечеринке, они захватывали такие места, как точки быстрого питания Burger King, Dunkin' Donuts, McDonald's, вестибюли банкоматов, старые пути железной дороги «Хай-Лайн», существовавшие до того, как их превратили в парк, и Нью-Йоркское метро, проигрывали на высокой громкости музыку из бумбокса и танцевали, пока полиция не выдворяла их. Элиг даже «устроил вечеринку в картонных трущобах, арендованных у их бездомных жителей», которым он заплатил наличными и кристаллическим кокаином («крэком»).
Он заботился о том, чтобы такие события всегда происходили в непосредственной близости от настоящего клуба, в который группа могла сбежать, снявшись с места проведения акции. На пике своей культурной популярности «Club Kids» совершили поездку по Соединенным Штатам (устраивают вечеринки в различных клубах, «сертифицируя» их для включения в сеть Club Kids и набирая новых членов), и появляются в нескольких ток-шоу, как, например, Geraldo, шоу Джоан Риверз «The Joan Rivers Show» и «Phil Donahue Show».
На начало 1990-х в основном составе субкультурной группы Club Kids место заняла более молодая группа динамичных личностей, которые были найдены и находились под руководством Элига, в частности Waltpaper, Jennytalia (Дженни Демброу), Desi Monster (Дези Сантьяго), Astro Erle, Christopher Comp, Pebbles, Keda, Kabuki Starshine, Sacred Boy, Sushi, Lil Keni, DJ Whillyem, Aphrodita, Lila Wolfe и Richie Rich. Многие из этих основных участников субкультурной группы Club Kids жили вместе, коммунально, в больших трехэтажных квартирах, в отелях «Челси» и «Отель 17».
Известные музыкальные деятели, такие как Бьорк, в то время певица группы Sugarcubes, были замечены в компании с Club Kids. С наступлением эпохи техно и приходом рейв-сцены мода начала смягчаться в неоднозначный гендерно-изменчивый стиль, в котором отсылки к Club Kids сочетались со скейтом, инди, хип-хопом и гранжем. Бренды начали приглашать уличных моделей и клубных деятелей для показов, рекламных кампаний и музыкальных клипов. Актриса Хлоя Севиньи выделилась из группы в это время и часто работала моделью с Waltpaper, Jennytalia, DJ Whillyem, и Karliin Mann для таких брендов, как JYSP Johnson, Calvin Klein, и Jean-Paul Gaultier, а также публиковалась в различных редакционных статьях, которые демонстрировали противостояния рейва и стиля клубного тусовщика (Club Kid style) для журналов, в числе которых были «Paper», «Max», «Project X», «Interview», «Details» и «High Times».

### Конец движения и последствия славы
Закат движения начался с происшествия, произошедшего в воскресенье, 17 марта 1996 года, когда Элиг и его сосед по комнате Роберт «Фриз» Риггс убили бывшего сотрудника ночного клуба «The Limelight» и известного торговца наркотиками Андре «Ангела» Мелендеса. После девяти месяцев следствия Элиг и Риггс были арестованы. Группа распалась в середине 1990-х после проведённых по программе мэра Руди Джулиани «Качество жизни» рейдов в ночных клубах Манхэттена.
Многие члены Club Kids дистанцировались от Элига, поскольку подробности убийства были обнародованы и заклеймены прессой и документальными фильмами, такими как «Party Monster». В интервью журналу «Interview» Waltpaper заявил:

Я бы сказал, что многие в сообществе чувствовали, что наш опыт того времени был захвачен нарративом «Монстра Вечеринок»… Это не тот Нью-Йорк, который я знал. Этот нарратив не включает в себя креативность, резонансность и культурное влияние, которые я испытывал.Оригинальный текст (англ.)I would say a lot of the community felt our experience of the time was hijacked by that Party Monster narrative… That's not the New York I knew. That narrative doesn't include the creativity, vibrancy, and cultural impact that I experienced.— 
В своей книге 2019 года «New York: Club Kids» Кэссиди сплетает оптимистичное повествование, в котором группа неудачников создала страну чудес, будучи самими собой.
Некоторые из участников субкультурной группы на начало 2023 года всё ещё активны на ночной арене Нью-Йорка, в том числе Аманда Лепор, София Ламар, Ричи Рич и Астро Эрл.

## В популярной культуре

### Книги
- События лет, когда Майкл Элиг работал промоутером клуба до его ареста, освещены в мемуарах Джеймса Сент-Джеймса «Кровавая дискобаня: Сказочная, но Правдивая история об убийстве в Клубной Стране» (англ. Disco Bloodbath: A Fabulous but True Tale of Murder in Clubland) (1999), в которых описываются история «Клубных Деток» и убийство Андре «Ангела» Мелендеса[англ.] Майклом Элигом[5]. Книга позднее была повторно выпущена под заголовком «Party Monster» ( (англ.) Монстр Вечеринок) после выхода в 2003 году одноимённого фильма с Маколеем Калкином[18].
- Визуальный дневник города Нью-Йорка 1990-х годов, «New York: Club Kids» от Waltpaper (опубликовано Damiani, 2019 г.)[1] — визуальный документ ночной жизни и уличной культуры[19].

### Кино
Было снято два фильма: в 1998 году — документальный и в 2003 году — игровой, оба названы Party Monster (в русском переводе «Клубная мания»). Фильмы были основаны на воспоминаниях Джеймса Сент-Джеймса о Club Kids и его автобиографической книге «Кровавая дискобаня».

### Клубная жизнь
Club Kids стали родоначальниками международных тенденций, повлиявших на ночную жизнь всего мира. Стокгольмские клубы Vegas, Donna's Delight и Delicious — это лишь несколько примеров.